# Ger van de Velde-de Wilde
G.J. (Ger) van de Velde-de Wilde (9 december 1955) is een Nederlandse politicus van de VVD. Zij was burgemeester van de gemeenten Goedereede (2005-2012) en Tholen (2014-2020) en waarnemend burgemeester van de gemeente Albrandswaard (2012-2013).

## Biografie
Vanaf 1978 was ze agrarisch ondernemer op een gemengd bedrijf met daarnaast een mini-camping en boerderijwinkel. In de periode 1990 tot 1997 was ze raadslid, wethouder en locoburgemeester van de toenmalige Zeeuwse gemeente Brouwershaven. Toen Brouwershaven in 1997 opging in de gemeente Schouwen-Duiveland werd ze daar wethouder en locoburgemeester.
Begin 2005 werd Van de Velde benoemd tot burgemeester van de Zuid-Hollandse gemeente Goedereede. De ministerraad besloot in oktober 2011 dat op 1 januari 2013 Goedereede met de drie andere gemeenten van Goeree-Overflakkee zou fuseren. Eind 2011 gaf Van de Velde aan dat als die gemeentelijke herindeling door zou gaan, ze er niet op rekende benoemd te worden tot burgemeester van die fusiegemeente.
Van de Velde-de Wilde werd op 1 november 2012 waarnemend burgemeester van de gemeente Albrandswaard. Op 15 november 2014 werd Van de Velde benoemd als burgemeester van de gemeente Tholen. Eind 2019 deelde ze mede dat ze aan het eind van haar termijn (november 2020) geen herbenoeming ambieerde. Op 15 november 2020 werd Marleen Sijbers burgemeester van Tholen.